# Đớp ruồi Sibêri

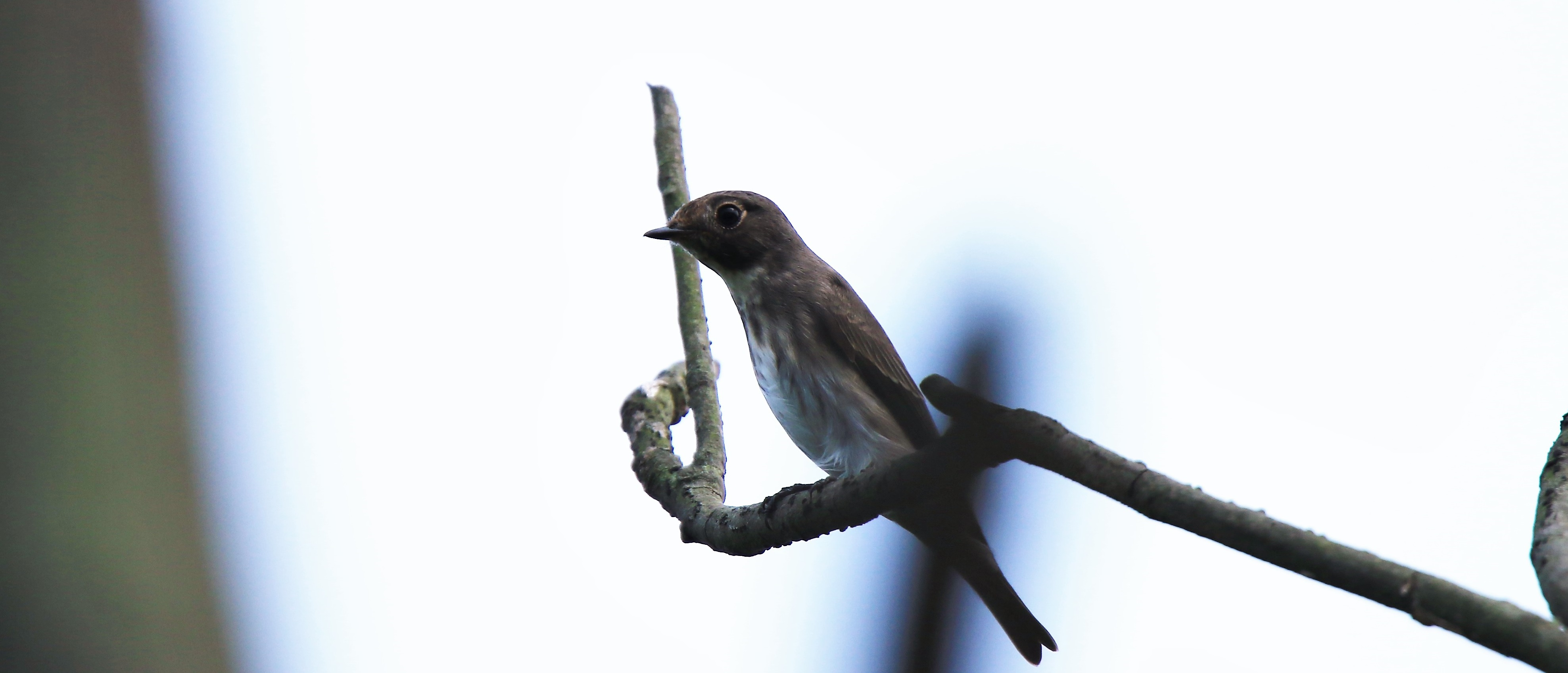
Đớp ruồi Siberi

Muscicapa sibirica là một loài chim trong họ Muscicapidae.